# Filippina Cabane
Filippina Cabane (Catania, primeries del segle xiv i morta el 1345), fou la serventa favorita de la reina de Nàpols Joana I.
Casada amb un pescador, quan enviudà es va casar amb un home sarraí, i tots dos van passar al servei del duc de Calàbria Robert I de Nàpols, de qui va ser va ser dida dels seus fills. Quan la mort de Rober I, continuaren servei del seu fill Carles de Calàbria. En morir la dona d'aquest, Maria de Valois, va passar a ser la serventa favorita de la seva filla Joana, la qual l'any 1343, esdevindria reina del Regne de Nàpols. Quan el 1345 el marit de la reina, el príncep Andreu d'Hongria va ser assassinat, va córrer la brama que Filippina en va ser còmplice.
Quan la reina va fugir, Filippina va ser empresonada i sotmesa al turment fins a morir, es diu que no va delatar la reina.